# Valproinsäure
Valproinsäure (kurz VPS; englisch valproic acid, kurz VPA) ist eine nicht natürlich vorkommende, verzweigte Carbonsäure. Es ist eine kurzkettige und verzweigtkettige Fettsäure. Sie und ihre Salze – die Valproate – werden in der Medizin als Arzneistoffe aus der Gruppe der Antikonvulsiva (Antiepileptika) eingesetzt.

## Geschichte
Beverly Burton synthetisierte 1882 erstmals die Valproinsäure. Zunächst wurde die Säure als Lösungsmittel für wasserunlösliche Substanzen eingesetzt. Bei der Untersuchung der antikonvulsiven Wirksamkeit verschiedener in Valproinsäure gelöster Khellinin-Derivate entdeckte Pierre Eymard 1962 zufällig, dass für die pharmakologische Wirkung nicht die gelösten Stoffe verantwortlich waren, sondern das Lösungsmittel Valproinsäure.

## Synthese
Ausgangsstoffe für die Synthese von Valproinsäure sind Cyanessigsäureethylester und zwei Äquivalente 1-Brompropan. Diese reagieren unter Zugabe von Natriumethanolat über ein Enolat zum α,α-Dipropylcyanoessigsäureester. In basischer Umgebung bildet sich unter Esterspaltung und Decarboxylierung Dipropylacetonitril. Dieses lässt sich durch Hydrolyse in Valproinsäure überführen.

Alternativ kann Valproinsäure durch eine Malonestersynthese hergestellt werden. Dazu wird Malonsäurediethylester mit zwei Äquivalenten 1-Brompropan umgesetzt, der entstandene disubstituierte Ester verseift und anschließend decarboxyliert.

## Pharmakologische Eigenschaften
Valproinsäure greift an verschiedenen Strukturen im menschlichen Organismus an. Für seine antiepileptische Wirkung wird u. a. die Blockade von erregenden Ionenkanälen (spannungsabhängige Natrium-Kanäle und Calcium-Kanäle) sowie eine Verstärkung der Wirkung des hemmenden Neurotransmitters GABA (durch Hemmung des Abbaus und Aktivierung der Synthese von GABA) angenommen.
Valproinsäure gehört auch zu den Histon-Deacetylase-Inhibitoren, was ihren Einsatz in der Krebstherapie denkbar macht.
Sie wirkt epigenetisch, d. h., sie greift u. a. durch Acetylierungen in das epigenetische System ein. Dadurch werden Zellen und die Aktivität einzelner Gene verändert.
Valproinsäure wird gut vom Körper aufgenommen und kann peroral und intravenös verabreicht werden. Die Halbwertszeit liegt zwischen 12 und 16 Stunden. Bei gleichzeitiger Einnahme weiterer Antiepileptika wie Phenytoin oder Carbamazepin kann die Halbwertszeit auf vier bis neun Stunden sinken.

## Einsatzgebiete
Valproinsäure wird eingesetzt:
- zur Therapie insbesondere generalisierter Anfälle und Formen der Epilepsie, wie zur Behandlung von Absencen, Aufwach-Grand-Mal und juveniler myoklonischer Epilepsie
- zur Prophylaxe depressiver und manischer Zustände bei der bipolaren Störung
- da Valproinsäure eine stimmungs- und impulsstabilisierende Wirkung besitzt, erfolgt auch der Einsatz bei therapierefraktären Depressionen sowie zur Vermeidung von aggressiven Impulsdurchbrüchen als Phasenprophylaktikum; hierzu ist jedoch eine individuelle fachärztliche Indikationsstellung notwendig[7]
- Zusatzbehandlung bei Psychosen aus dem schizophrenen Formenkreis (insbesondere schizoaffektive Störungsbilder)
- zur Anfallsverhütung im Alkohol- und Medikamentenentzug
- zur Migräneprophylaxe (jedoch ohne Zulassung für dieses Anwendungsgebiet; sog. 'Off-label Verordnungen')[8]
- Nach Empfehlungen der Deutschen Migräne- und Kopfschmerz-Gesellschaft kann Valproinsäure, ebenfalls ohne Zulassung, zur vorbeugenden Behandlung von Cluster-Kopfschmerz verwendet werden.[9]

Bei Kleinkindern darf Valproinsäure nur in Ausnahmefällen zur Anwendung kommen, zum Beispiel wenn andere Antiepileptika nicht angewendet werden können. Für die Anwendung in der längerfristigen Phasenprophylaxe bei der bipolaren Störung liegen ausreichende Nutzennachweise vor; Zulassung auf Empfehlung der Europäischen Arzneimittelagentur.
Am Institut für Humangenetik der Universitätsklinik Köln wurde beobachtet, dass Valproinsäure die Expression des SMN2-Gens heraufregulieren kann; in klinischen Versuchen wird diese Eigenschaft im Zusammenhang mit der Therapie von spinaler Muskelatrophie erprobt.

## Wechselwirkungen
Als Enzyminhibitor verzögert Valproinsäure den Abbau bestimmter Wirkstoffe, so dass eine Dosisanpassung erforderlich sein kann. Betroffen sind zum Beispiel die Antiepileptika Primidon, sein Metabolit Phenobarbital und Lamotrigin. Umgekehrt können Phenobarbital, Phenytoin, Primidon und Carbamazepin durch ihre enzyminduzierende Wirkung die Valproinsäure-Ausscheidung beschleunigen. Valproinsäure kann außerdem die Plasmaalbuminbindung von Phenytoin verringern. Bei Kombinationstherapie mit Acetylsalicylsäure oder Antikoagulanzien ist mit vermehrten Blutungen zu rechnen. Bei einer Kombination mit Cannabidiol wurden bei Kindern mit Dravet-Syndrom teilweise deutliche Anstiege der Leberenzyme beobachtet. Alkoholkonsum sollte während der Therapie wegen der möglicherweise verstärkten hepatotoxischen Wirkung vermieden werden.

## Nebenwirkungen
Vorteilhaft bei der Behandlung ist, dass Valproinsäure meist nicht sedierend wirkt.
Sehr häufig wird eine Erhöhung der Blutkonzentration an Ammonium beobachtet; häufige Nebenwirkungen sind Juckreiz und Hautausschläge, Kopfschmerzen, Schwindel, Bewegungsunsicherheit und Sehstörungen, Appetitlosigkeit oder -steigerung, Gewichtsverlust oder -steigerung, Benommenheit, Zittern (Nystagmus, Tremor), vorübergehender Haarausfall, Missempfindungen und Sensibilitätsstörungen sowie Blutbildveränderungen und Blutgerinnungsstörungen. Selten bis gelegentlich treten Verhaltensstörungen (Aggressivität oder Reglosigkeit), Blutungen, Magen-Darm-Beschwerden (Übelkeit, Erbrechen, Durchfall), Verdauungsstörungen, erhöhter Speichelfluss oder Blutinsulinkonzentration, Wassereinlagerungen, Ohrgeräusche (Tinnitus), Wahnvorstellungen, Einnässen, Monatsblutungsstörungen und vorübergehende Gehirnschädigungen auf.
Eine retrospektive Untersuchung von N. Adab u. a. vom Centre for Neurology and Neurosurgery in Liverpool ergab, dass Kinder, bei denen in der Schwangerschaft die Mutter das Antiepileptikum Valproinsäure einnahm, einen niedrigeren verbalen Intelligenzquotienten (VIQ) haben als Nachkommen, die vorgeburtlich nicht mit Valproinsäure in Berührung kamen.
Die Einnahme von Valproinsäure während der Schwangerschaft ist mit einem deutlich erhöhten Risiko für Autismus und ADHS beim Kind assoziiert. Sie ist bislang die einzige Substanz, bei der ein ursächlicher Zusammenhang mit Autismus als gesichert gilt.
Valproinsäure unterliegt einer zusätzlichen Überwachung, um eine schnelle Identifizierung neuer Erkenntnisse zur Wirkstoff-Sicherheit zu ermöglichen.

## Anwendung in der Schwangerschaft und Stillzeit
Bei Verabreichung von Valproinsäure-Präparaten während der Schwangerschaft treten in etwa zehn Prozent der Fälle Missbildungen des menschlichen Fetus auf, wie bspw. Spina bifida oder Aplasia cutis congenita, sogenanntes Fetales Valproat-Syndrom. Außerdem besteht ein dosisabhängiges Risiko von ca. 30–40 % für schwerwiegende Entwicklungsstörungen.
Die Kinder fangen zum Beispiel später an zu sprechen und/oder zu laufen, haben geringe geistige Fähigkeiten, eine geringe Sprachkompetenz und leiden unter Gedächtnisproblemen. In der Grundschule zeigen sich vor allem Probleme in den verbalen Fähigkeiten und im Gedächtnis. Der Intelligenzquotient (IQ), der in einer Studie bei Kindern im Alter von sechs Jahren mit einer Exposition gegenüber Valproat im Mutterleib gemessen wurde, war durchschnittlich 7 bis 10 Punkte niedriger als bei Kindern, die anderen Antiepileptika ausgesetzt waren. In ca. 4,5 % der Fälle entwickeln betroffene Kinder Störungen des autistischen Formenkreises, davon ca. die Hälfte frühkindlichen Autismus. Begrenzte Daten legen nahe, dass Kinder, die im Mutterleib gegenüber Valproat exponiert waren, mit einer höheren Wahrscheinlichkeit Symptome einer Aufmerksamkeitsdefizit-/Hyperaktivitätsstörung (ADHS) entwickeln.
Frauen im gebärfähigen Alter müssen vor Beginn einer entsprechenden Behandlung über dieses Risiko informiert werden. In Deutschland wurden Ärzte und Apotheker hierüber im Dezember 2014 durch einen Rote-Hand-Brief informiert und angehalten, Valproinsäure bei Mädchen und Frauen im gebärfähigen Alter generell nicht mehr als Erstlinienpräparat einzusetzen. Im April 2017 wurde mit Bescheid des Bundesinstituts für Arzneimittel und Medizinprodukte (BfArM) zudem eine Patienten-Erinnerungskarte als Maßnahme zur Risikominimierung verfügt, die seit Juli 2017 bei jeder Verordnung von Valproinsäure an Patientinnen im gebärfähigen Alter mit entsprechenden Erläuterungen ausgehändigt werden muss. Der Arzneimittelbrief vertritt die Position, dass der Einsatz von Valproinsäure bei anderen Diagnosen als therapierefraktärer Epilepsie und manchen Zuständen akuter Manie bei Frauen im gebärfähigen Alter heute kaum noch zu rechtfertigen ist, zumal es für nahezu alle Indikationen mittlerweile gut verträgliche und wirksame Alternativen gibt.
Allerdings muss berücksichtigt werden, dass ein Krampfanfall in der Schwangerschaft sowohl für Mutter als auch Kind gefährlich werden kann. Das Verhalten bei einer geplanten oder vorhandenen Schwangerschaft – und ob die Medikamente gewechselt werden müssen – sollte bei einer ärztlichen Konsultation angesprochen und bestimmt werden. Bei weiterer Einnahme von Valproinsäure kann eine spezialisierte Pränataldiagnostik durchgeführt werden, um mögliche Neuralrohrdefekte und andere Symptome für Missbildungen frühzeitig zu erkennen.
Das Bundesinstitut für Arzneimittel und Medizinprodukte hat zu diesem Thema einen Leitfaden sowohl für Patientinnen als auch medizinische Fachkräfte herausgebracht.

## Entschädigungszahlungen
Der französische Staat gab im Januar 2017 bekannt, einen Fonds mit zehn Millionen Euro einzurichten, um Frauen zu entschädigen, denen in der Schwangerschaft der Wirkstoff Valproinsäure verschrieben wurde, ohne sie über die damit verbundenen Risiken aufzuklären. Spätestens ab 2004 hätte man Patienten darüber informieren müssen, so beurteilte die französische Untersuchungsbehörde IGAS die Datenlage. Zur Situation in Deutschland erklärte die Bundesregierung auf eine kleine Anfrage der Linkspartei, mögliche Ansprüche gegen die Bundesrepublik Deutschland müssten im Einzelfall geklärt werden.
Am 20. April 2017 gab die französische Arzneimittelbehörde ANSM in Paris bekannt, dass nach einer ersten Schätzung bis zu 4100 Kinder in Frankreich wegen des Antiepileptikums Valproat des Herstellers Sanofi mit schweren Missbildungen auf die Welt gekommen sind.
Der Pharmakonzern Sanofi hat beim umstrittenen Epilepsie-Medikament Dépakine seine Informationspflicht verletzt, urteilte ein Pariser Gericht am 5. Januar 2022. Bereits ab 1984 hätte Sanofi eine Änderung des Beipackzettels erwirken sollen, um klare und präzise Informationen entsprechend dem aktuellen Wissenschaftsstand zu geben. Das Gericht befand, dass das Medikament und seine Nachfolger nicht den Sicherheitsstandards entsprachen. Das schwere Risiko äußerer Einwirkungen auf einen Fötus sowie das Risiko für geistige Störungen und Entwicklungsstörungen seien bis 2006 nicht als Nebenwirkungen aufgeführt worden. Sanofi kündigte an, gegen die Entscheidung in Berufung zu gehen; das Urteil ist somit noch nicht rechtskräftig.

## Handelsnamen
Monopräparate:
 Convulex (D, A, CH), Convulsofin (D), Depakine (CH, A, F, ES), Ergenyl (D), Leptilan (D), Orfiril (D, CH), Valproat (D), zahlreiche Generika (D, CH)
Kombinationspräparate:
 Depakine Chronosphere (A), Natriumvalproat (A)